# Hydroporus kozlovskii
Hydroporus kozlovskii is een keversoort uit de familie waterroofkevers (Dytiscidae). De wetenschappelijke naam van de soort is voor het eerst geldig gepubliceerd in 1927 door Zaitzev.